# Manuel Galera
Manuel Galera Magdelano (* 3. Dezember 1943 Armilla; † 14. Februar 1972 in Cabra) war ein spanischer Radrennfahrer.

## Sportliche Laufbahn
Galera war im Straßenradsport aktiv. Von 1967 bis 1972 war er Berufsfahrer. Er begann seine Profikarriere im Radsportteam Kas–Kaskol.
1968 siegte er im Etappenrennen Vuelta a Guatemala mit einem Etappensieg vor Gustavo Rincón. In der Vuelta a Colombia und in der Vuelta a Grenada gewann er jeweils zwei Etappen. 1969 war er erneut in zwei Etappen der Vuelta a Colombia erfolgreich.
Zweiter wurde Galera in der Vuelta a Grenada 1968, in der Vuelta a Mallorca und in der Gran Premio Valencia 1970 sowie im Grand Premio Leganes 1971. In der Andalusien-Rundfahrt 1972 verunglückte er tödlich. Ihm zu Ehren wurde 1972 das „Memorial Manuel Galera“ in seiner Heimatstadt begründet.
Galera bestritt alle Grand Tours.

## Grand-Tour-Platzierungen
| Grand Tour            | 1968 | 1969 | 1970 | 1971 |
| --------------------- | ---- | ---- | ---- | ---- |
| Vuelta a EspañaVuelta | –    | –    | 50   | 5    |
| Giro d’ItaliaGiro     | 15   | –    | DNF  | –    |
| Tour de FranceTour    | –    | 47   | –    | –    |

## Familiäres
Sein älterer Bruder Joaquín Galera war ebenfalls Radprofi.